# Rona Cup 1998
Rona Cup 1998 byl hokejový turnaj konající se v Trenčíně v roce 1998. Pohár začínal 12. srpna a končil 15. srpna. Titul získal poprvé ve své historii HC Slovan Bratislava.

## Výsledky a tabulka - skupina A
| Pozice | Tým                  | Z | V | R | P | GS | GI | B |
| ------ | -------------------- | - | - | - | - | -- | -- | - |
| 1.     | HC Slovan Bratislava | 2 | 1 | 1 | 0 | 12 | 9  | 3 |
| 2.     | HC Železárny Třinec  | 2 | 1 | 0 | 1 | 8  | 8  | 2 |
| 3.     | Lukko Rauma          | 2 | 0 | 1 | 1 | 6  | 9  | 1 |

|  | Lukko Rauma | 5 : 5           | HC Slovan Bratislava |  |
|  | Lukko Rauma | (1:3, 3:0, 1:2) | HC Slovan Bratislava |  |

| Souhrn zápasu | Souhrn zápasu                              | Souhrn zápasu | Souhrn zápasu                   | Souhrn zápasu |
| ------------- | ------------------------------------------ | ------------- | ------------------------------- | ------------- |
|               | Wallenberg 2x Toivonen Tambijevs Vauhkonen |               | Pankov 2x Lipiansky Kapuš Iľjin |               |

|  | HC Železárny Třinec | 4 : 1           | Lukko Rauma |  |
|  | HC Železárny Třinec | (0:0, 2:1, 2:0) | Lukko Rauma |  |

| Souhrn zápasu | Souhrn zápasu               | Souhrn zápasu | Souhrn zápasu | Souhrn zápasu |
| ------------- | --------------------------- | ------------- | ------------- | ------------- |
|               | Daňo Peterek Lubina Sekeráš |               | Cipruss       |               |

|  | HC Slovan Bratislava | 7 : 4           | HC Železárny Třinec |  |
|  | HC Slovan Bratislava | (3:1, 2:2, 2:1) | HC Železárny Třinec |  |

| Souhrn zápasu | Souhrn zápasu                                    | Souhrn zápasu | Souhrn zápasu         | Souhrn zápasu |
| ------------- | ------------------------------------------------ | ------------- | --------------------- | ------------- |
|               | Hecl Lipiansky Tomík Voskár Kolník Mosnár Verčík |               | Daňo 2x Sekeráš Ujčík |               |

## Výsledky a tabulka - skupina B
| Pozice | Tým              | Z | V | R | P | GS | GI | B |
| ------ | ---------------- | - | - | - | - | -- | -- | - |
| 1.     | HC Dukla Trenčín | 2 | 2 | 0 | 0 | 12 | 9  | 4 |
| 2.     | HC Petra Vsetín  | 2 | 0 | 1 | 1 | 8  | 9  | 1 |
| 3.     | HC Košice        | 2 | 0 | 1 | 1 | 11 | 13 | 1 |

v prípade rovnosti bodů rozhoduje vzájemný zápas a pak rozdíl skóre
|  | HC Dukla Trenčín | 4 : 3           | HC Petra Vsetín |  |
|  | HC Dukla Trenčín | (1:2, 3:1, 0:0) | HC Petra Vsetín |  |

| Souhrn zápasu | Souhrn zápasu                 | Souhrn zápasu | Souhrn zápasu             | Souhrn zápasu |
| ------------- | ----------------------------- | ------------- | ------------------------- | ------------- |
|               | Kontšek Pleva Somík Opatovský |               | Stantien Bělohlav Kratěna |               |

|  | HC Košice | 6 : 8           | HC Dukla Trenčín |  |
|  | HC Košice | (1:1, 4:3, 1:4) | HC Dukla Trenčín |  |

| Souhrn zápasu | Souhrn zápasu                                    | Souhrn zápasu | Souhrn zápasu                                                  | Souhrn zápasu |
| ------------- | ------------------------------------------------ | ------------- | -------------------------------------------------------------- | ------------- |
|               | Soljopukin Varholík Liba Derkáč R.Pucher Ilavský |               | Pardavý 2x Melicherík Zlocha Kontšek Kusovský Medřík Opatovský |               |

|  | HC Petra Vsetín | 5 : 5           | HC Košice |  |
|  | HC Petra Vsetín | (2:2, 2:1, 1:2) | HC Košice |  |

| Souhrn zápasu | Souhrn zápasu                    | Souhrn zápasu | Souhrn zápasu                      | Souhrn zápasu |
| ------------- | -------------------------------- | ------------- | ---------------------------------- | ------------- |
|               | Procházka 2x Mařák Sršeň Padělek |               | Rybovič Varholík Ilavský Vaic Liba |               |

## O 5. místo
|  | HC Košice | 2 : 6           | Lukko Rauma |  |
|  | HC Košice | (0:0, 1:4, 1:2) | Lukko Rauma |  |

| Souhrn zápasu | Souhrn zápasu | Souhrn zápasu | Souhrn zápasu                                      | Souhrn zápasu |
| ------------- | ------------- | ------------- | -------------------------------------------------- | ------------- |
|               | Vaic Pažák    |               | Halttunen 2x Wallenberg Carlsson Cipruss Tambijevs |               |

## O 3. místo
|  | HC Petra Vsetín | 0 : 4           | HC Železárny Třinec |  |
|  | HC Petra Vsetín | (0:0, 0:2, 0:2) | HC Železárny Třinec |  |

| Souhrn zápasu | Souhrn zápasu | Souhrn zápasu | Souhrn zápasu         | Souhrn zápasu |
| ------------- | ------------- | ------------- | --------------------- | ------------- |
|               |               |               | Daňo 2x Pletka Lubina |               |

## O 1. místo
|  | HC Dukla Trenčín | 1 : 6           | HC Slovan Bratislava |  |
|  | HC Dukla Trenčín | (0:1, 0:3, 1:2) | HC Slovan Bratislava |  |

| Souhrn zápasu | Souhrn zápasu | Souhrn zápasu | Souhrn zápasu                             | Souhrn zápasu |
| ------------- | ------------- | ------------- | ----------------------------------------- | ------------- |
|               | Pardavý       |               | Pankov Voskár Cíger Višňovský Iľjin Kapuš |               |

## Konečná tabulka
| Pozice | Tým                  | Z | V | R | P | GS | GI | B |
| ------ | -------------------- | - | - | - | - | -- | -- | - |
| 1.     | HC Slovan Bratislava | 3 | 2 | 1 | 0 | 18 | 10 | 5 |
| 2.     | HC Dukla Trenčín     | 3 | 2 | 0 | 1 | 13 | 15 | 4 |
| 3.     | HC Železárny Třinec  | 3 | 2 | 0 | 1 | 12 | 8  | 4 |
| 4.     | HC Petra Vsetín      | 3 | 0 | 1 | 2 | 8  | 13 | 1 |
| 5.     | Lukko Rauma          | 3 | 1 | 1 | 1 | 12 | 11 | 3 |
| 6.     | HC Košice            | 3 | 0 | 1 | 2 | 13 | 19 | 1 |